# The O'Reillys and the Paddyhats
The O'Reillys and the Paddyhats és un grup alemany de folk punk irlandès de la ciutat de Gevelsberg. El grup, originàriament de sis membres, es va formar el 2011 a partir del duet de folk irlandès The O'Reillys. El nom està compost pel nom del duet i paddy hat, la paraula que designa les típiques gorres planes irlandeses.

## Trajectòria
Els dos músics Sean i Dwight O'Reilly van actuar com el duo folk irlandès del 2009 al 2011, principalment al Rin del Nord-Westfàlia. En conèixer el baixista Paddy i la violinista Emily O'Farrell en un pub de Gevelsberg van afermar les primeres intencions de formar un grup més gran influenciat pel rock i el punk. Finalment, Dr. Bones a la bateria i Zack O'Hara a la guitarra elèctrica, ambdós d'amics del grup, van estar-hi d'acord i es va formar The O'Reillys and the Paddyhats.
El mateix any, els Paddyhats van fundar el seu propi festival, l'O'Reilly Festival (aleshores anomenat Irish Folk Punk Party) amb fins a 1.000 assistents. El 2012 van produir el seu primer àlbum de presentació Sound of Narrow Streets als Dialog Studios d'Oberhausen.
L'àlbum Seven Hearts One Soul, de 2016, va ser produït pel productor Jörg Umbreit als Senden Main Studios. Els set músics van fer un primer videoclip per a la cançó «Barrels of Whisky» al Hagen Open-Air Museum, el qual va obtenir més de 2 milions de visites en un any. Aquell mateix any van tocar al Wacken Open Air un total de tres vegades davant de diversos milers de persones.
Només sis mesos més tard, El 3 de febrer de 2017, el grup va publicar el seu segon àlbum d'estudi, Sign of the Fighter, finançat gràcies als més de 8.000 euros recaptats pels seus seguidors a Startnext per mitjà de micromecenatge. El disc inclou una versió de la coneguda cançó «The Boxer» de Simon and Garfunkel. Amb el llançament del tercer àlbum d'estudi Green Blood, The O'Reillys and the Paddyhats va aconseguir situar-se en el lloc 57 a les llistes d'àlbums alemanyes. El juliol de 2022, el membre fundador i vocalista Sean O'Reilly va deixar el grup i Paddy Maguire va esdevenir el nou cantant.

## Discografia
Àlbums d'estudi
| • Seven Hearts One Soul (2016) |
| --- |
| 1. Intro 2. Black Sails 3. We All Know 4. Black And White 5. Chief Of The Sea 6. Barrels Of Whiskey 7. Hey You 8. Fair Old Lady 9. What I Am 10. Hang By The Neck 11. Black And Tans |

| • Sign of the Fighter (2017) |
| --- |
| 1. Sign Of The Fighter 2. Come On Board 3. Barroom Lady 4. The Chains 5. Haul Away Joe 6. Irish Way 7. Interlude 8. White RIver 9. Bucket Of Blood 10. Old Gang's Lullaby 11. Paddyhats 12. Ghost Of A Soldier 13. The Boxer |

| • Green Blood (2018) |
| --- |
| 1. Green Blood 2. Another Town Another Girl 3. Circus Of Fools 4. Gamble With The Devil 5. Swing Your Hammer 6. Promise 7. Boys On The Green 8. Greg O'Donovan 9. Roasie Lou 10. This Is Our Time 11. Rockstar 12. Where Your Heart Is 13. Yesterday's Rebel |

| • Dogs on the Leash (2020) |
| --- |
| 1. Dogs on the leash 2. Here it goes again 3. James Brian 4. Hobo of Mitchelstown 5. Millions 6. Ferryman 7. From Dublin to Moscow 8. Overtime work 9. Captain without a ship 10. Beautiful fear 11. Back home in Derry 12. Shoe shine boy 13. Farewell |

| • In Strange Waters (2021) |
| --- |
| 1. Wake The Rebels 2. Land Of Tomorrow 3. Paddy's Return 4. The Ballad Of Big Bad Billy 5. Smokestacks' Cry 6. Bareknuckle Fighting 7. Two Faces 8. Kingdom Of Silence 9. Through The Storm 10. Dance For Me 11. Irish Summer Nights 12. Dear Brother |

| • Coming Home (2024) |
| --- |
| (Sire Records) 1. Coming Home for St. Pâtrick's Day 2. United We Will Be 3. Weight Of The World 4. Too Old To Die Young 5. Pirates And Privateers 6. Raise Your Glasses Hight 7. Rise Up, Tear Down 8. Onward We Go 9. Friendship, Whiskey and Beer 10. Whishing Well 11. It's All Up To You |